# Myrtillocactus eichlamii
Myrtillocactus eichlamii ist eine Pflanzenart in der Gattung Myrtillocactus aus der Familie der Kakteengewächse (Cactaceae). Das Artepitheton eichlamii ehrt den deutschen Kakteensammler Friedrich Eichlam.

## Beschreibung
Myrtillocactus eichlamii wächst baumförmig mit mehreren, mehr oder weniger aufrechten, auffällig blaugrünen bis tiefgrünen, glauken Trieben und bildet einen auffälligen Stamm aus. Es sind 6 stumpfe Rippen vorhanden, auf denen sich im Abstand von bis 2 Zentimetern große, graue Areolen befinden. Der einzelne Mitteldorn ist bis 7 Zentimeter lang. Die etwa 5 Randdornen sind abstehend, an ihrer Basis angeschwollen und kürzer als der Mitteldorn.
Die cremeweißen Blüten sind 4 Zentimetern lang und weisen Durchmesser von 3,5 bis 5,5 Zentimeter auf. Ihre Blütenröhre ist sehr kurz. Die kugelförmigen, purpurfarbenen bis roten Früchte sind essbar und mit einem weißlichen Wachs bedeckt.

## Verbreitung, Systematik und Gefährdung
Myrtillocactus eichlamii ist in Guatemala verbreitet.
Die Erstbeschreibung wurde 1920 durch Nathaniel Lord Britton und Joseph Nelson Rose veröffentlicht. Myrtillocactus eichlamii ist nur ungenügend bekannt.
In der Roten Liste gefährdeter Arten der IUCN wird die Art als „Critically Endangered (CR)“, d. h. als vom Aussterben bedroht geführt.

## Nachweise